# Emilia Bernacchi
Emilia Bernacchi (Milão, 19 de março de 1846 – Rio de Janeiro, 16 de agosto de 1902) foi uma bailarina ítaliana.

## Biografia
Foi uma bailarina clássica  de carreira expressiva, formada pela Imperial Academia de Dança e Pantomima do Scala de Milão, fundada por Carlo Blasis.
Dançou por todas as grandes cidades do mundo culto do século XIX: Milão, Ancona, Istambul, Paris, Roma, Parma, Bolonha, Buenos Aires, Rio de Janeiro, etc.
Se Apresentou em Parma, no Regio di Parma nas temporadas de 1861 e 1862. Foi o terceiro papel feminino (Rosalba), no Ballet "Le Cuffiale Di Parigi" de 27 de Abril a 5 de Maio de 1861, Ballet de Pasquale Borri (aluno de Carlo Bassis).
No Rio dançou por anos no Teatro Lyrico do Rio de Janeiro, (Teatro Imperial Dom Pedro II), sendo íntima da família do seu proprietário, Sr. Bartholomeu Correa da Silva.
Encantou os fotógrafos de sua época, pioneiros da arte da fotografia em Itália e no Brasil, entre eles os famosos Fotógrafos Oficiais da Casa Imperial, Diogo Luiz Cypriano e José Ferreira Guimarães.
Emilia Bernacchi, aos 18 anos , em 27 de Maio de 1864, teve o primeiro de seus 6 filhos, Arturo Francesco Maria Bernacchi, batizado na Paróquia de San Babila em Milano. Neste período residia em Ancona.
Mulher do Conde Ernesto Perozzi, nobre de Marche, com quem manteve relacionameto até o falecimento deste na década de 1880.
Morava em Ancona, a Via Porta Pia n 78 primeiro andar, quando, como consta do registro de nascimento de Ada Manganesi de 27 de Abril de 1866, auxiliou a parteira Mariana Marinangeli, neste parto. Estava grávida de seu segundo filho, Augusto Bernacchi, que nasceria em Roma, em 27 de Maio de 1866, tendo sido batizado na Basilica di San Pietro, no Vaticano.
Ainda em Ancona, em 24 de Outubro de 1868, nascia sua filha, a quem deu o nome de Ada, inspirada na criança que ajudara a vir ao mundo anos antes.
Em testamento secreto lavrado a 20 de Abril de 1869, e aberto em 17 de Novembro de 1887, também registrado em anexo a notação do nascimento de Ada sob o número 1417, na Comune de Ancona, o Conde Ernesto Perozzi reconhece Ada Bernacchi como sua filha. Ao que ela passa a chamar-se Ada Bernacchi Perozzi.
Em 1871 Emilia Bernacchi  veio ao Rio de Janeiro, com a companhia lírica italiana para a inauguração do Teatro Lyrico.
Neste período foi fotografada por Diogo Luiz Cypriano, Fotógrafo Oficial da Côrte de Dom Pedro II, e morou em Santa Tereza, a Rua Senador Cassiano n 50.
Seguiu anos de intensa vida profissional na carreira de Bailarina, vivendo entre os dois Continentes.
Durante uma temporada no Brasil nasceriam seus  filhos Gêmeos, Armando e Adriano Bernacchi em 30 de Abril de 1875, batizados em 24 de Julho do mesmo ano, na freguesia de Santo Antônio. Foi padrinho de Armando Bernacchi o Sr Bartholomeu Correa da Silva, proprietário do Teatro Lyrico do Rio de Janeiro, e do segundo os senhores João Pereira Barbosa e Dona Pia Terzaghi.
Adriano viria a falecer em Milano 3 meses depois.
Um de seus filhos, Augusto, conceituado Médico e Engenheiro, e outro, Armando Bernacchi, foi proprietário de uma Joalheria de fama no Centro do Rio de Janeiro.
Augusto Bernacchi cursou o Internato Gynasio Mineiro, na cidade de Ouro Preto, depois a Escola Politécnica do Rio de Janeiro.
O sexto filho de Emilia, Angelo Bernacchi, nascido em 7 de Setembro de 1877, no Rio de Janeiro, fez estável carreira na Caixa Econômica Federal, como avaliador.

Apaixonou-se pelo Rio de Janeiro, e sobre essa paixão sempre comentava:
"Eu pensava que a Baía de Bósforo fosse a mais bela do mundo, até que vi pela primeira vez a Baía da Guanabara"…
Seu primogênito Arturo, morre no Rio de Janeiro, aos 13 anos de idade, em 1878.
Em 1885 Emilia teria trazido de Ancona sua filha Ada Bernacchi Perozzi, onde esta vivia na companhia da Avó Fanny e do Pai Conde Ernesto Perozzi, que havia falecido.
Ainda em 10 de Novembro de 1888 entrega a filha em Casamento ao Sr. Severino Gonçalves Machado, (De ilustríssima família de políticos e fazendeiros de  Sant' Anna de Buritis, no Maranhão), na Igreja Nossa Senhora da Glória, no Rio de Janeiro.
Chegou a conhecer os netos: Ernesto, Renato, Armando, Algídia, Augusto, Arquimedes, Ada e Ariosto. Como boa "Nonna Italiana".
Sua filha Ada, morre prematuramente, em 19 de Abril de 1895, e de seu genro Severino em 21 de Julho de 1895, ficando com a tutela dos netos.
Perdeu ainda o neto Armando, filho de Ada e Severino.
Ao parar de dançar, dedicou-se ao ofício de Costureira, tendo confeccionado figurinos para grupos teatrais e companhias de dança. Profissão que aprendeu em seus anos de teatro. 
Angelo estava a seu lado em 1902, ainda solteiro quando ela faleceu, vítima de um Infarto Fulminante na residência da Travessa Moreira n 09, onde moravam ele, a mãe, Ernesto e Renato Bernacchi Perozzi Machado, netos de Emilia, filhos dos finados Ada e Severino Gonçalves Machado. Está sepultada no Cemitério de São João Batista, no mais  antigo dos dois Jazigos da Família Bernacchi, por ela adquirido em 1899, onde depositou os restos mortais daqueles que amava. Jazigo Perpétuo da Família Bernacchi, CP. 3.190 Qa 40.